# Петритолі
Петритолі (італ. Petritoli) — муніципалітет в Італії, у регіоні Марке, провінція Фермо.
Петритолі розташоване на відстані близько 165 км на північний схід від Рима, 65 км на південь від Анкони, 12 км на південний захід від Фермо.
Населення — 2364 особи (2014).

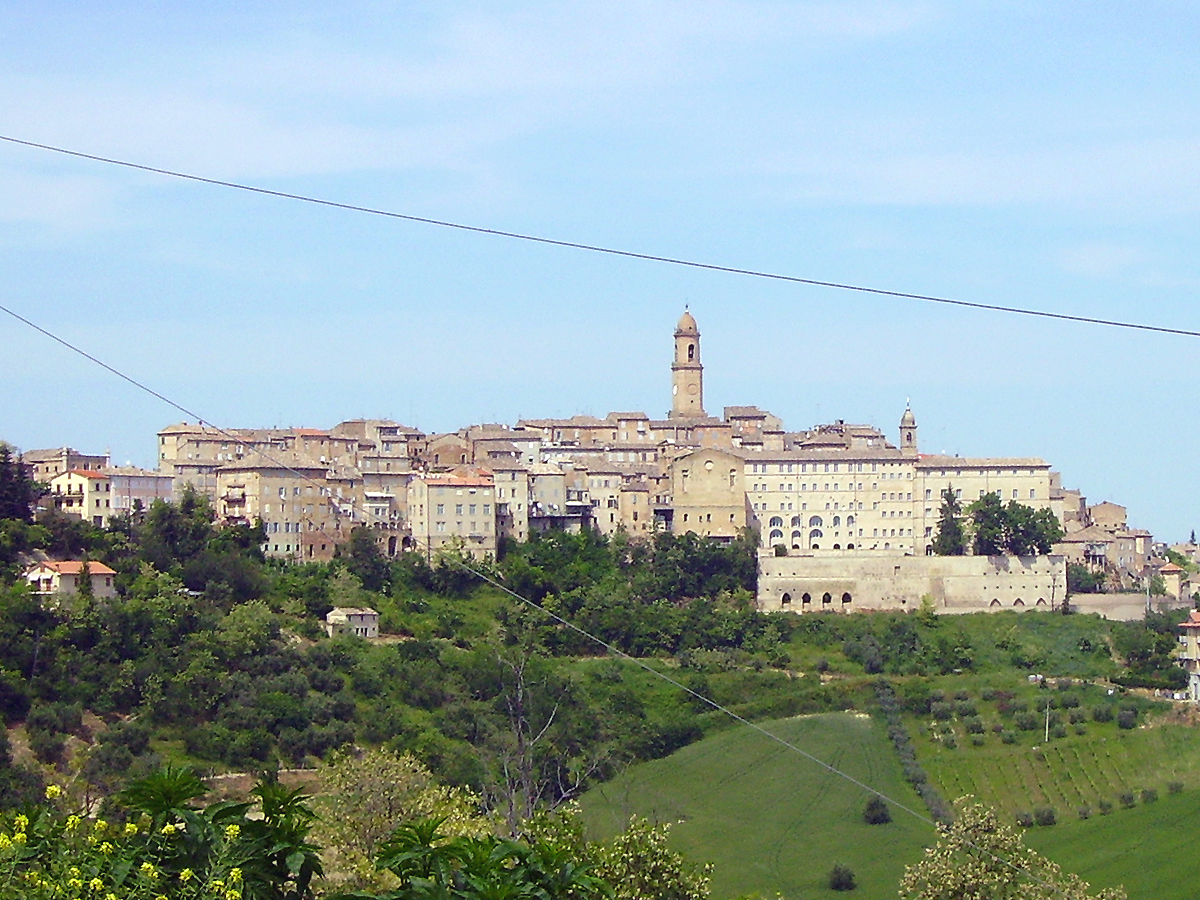

Щорічний фестиваль відбувається 24 червня. Покровитель — святий Іван Хреститель.

## Демографія
Населення за роками:

Станом на 1 січня 2023 року в муніципалітеті офіційно проживало 168 іноземців з 22 країн, серед них 51 громадянин країн Євросоюзу та 1 громадянин України.

## Сусідні муніципалітети
- Карассаї
- Монте-Джиберто
- Монте-Відон-Комбатте
- Монтефьоре-делл'Азо
- Монтерубб'яно
- Понцано-ді-Фермо